# Lista locurilor din Galați

## Lăcașuri de cult
- Catedrala Arhiepiscopală Sfântul Andrei
- Biserica Sfântul Nicolae
- Biserica Mavromol • Biserica Vovidenia
- Biserica romano-catolică Sfântul Ioan Botezătorul
- Biserica Armenească
- Sinagoga din Galați
- Biserica Greacă
- Biserica fortificată Sfânta Precista
- Biserica Sfântul Mina
- Biserica Sfântul Spiridon
- Biserica Metoc
- Mănăstirea Ortodoxă de Rit Vechi Sfânta Treime
- Biserica Sfinții Gheorghe și Modest
- Biserica Lipovenească

## Clădiri importante
- Institutul Notre Dame de Sion
- Palatul Administrativ
- Palatul Navigației
- Turnul de Televiziune Galați
- Farmacia Ținc
- Casa Robescu
- Casa Macri
- Palatul Comisiei Europene a Dunării
- Colegiul Național Vasile Alecsandri
- Colegiul Național Costache Negri
- Casa de Cultură a Sindicatelor din Galați
- Casa Cavalioti (Muzeul de Istorie)
- Casa Lambrinidi
- Universitatea Dunărea de Jos
- Casa Ghiliș
- Casa Iancu Drăgănescu
- Casa Gigel Plesnilă
- Casa Gheorghe Gheorghiade - Centrul Cultural Dunărea de Jos
- Casa Costake G. Plesnilă
- Casa Max Ausschnitt
- Casa Balș
- Casa Mendl
- Casa Bănică Grigorescu

## Piețe

### Piețe distruse
- Piața Independeței
- Piața Pescăriei
- Piața Negri
- Piața Sfinții Apostoli
- Piața Moruzzi
- Piața Bujorescu
- Piața Cheiului

### Piețe pietonale existente
- Piața Smaranda Brăescu
- Piațeta Florilor de Tei
- Piața 30 Decembrie
- Piața Falezei
- Piața General H. M. Berthelot
- Piața Gării
- Piața Barboși
- Piața Axis Libri
- Piața Ioan Brezeanu
- Piața Siderurgiștilor
- Piața Tricolorului
- Piața Ștefan Cel Mare
- Piața Energiei
- Piața Filești
- Piața Aurel Vlaicu
- Piața Coventry
- Piața Regală
- Piața Dunării

## Artere
- Strada Brăilei
- Bulevardul George Coșbuc
- Bulevardul Dunărea
- Bulevardul 1 Decembrie 1918
- Bulevardul Oțelarilor

- Strada Domnească
- Strada Traian
- Bulevardul Ștefan cel Mare
- Cloșca
- Strada Nicolae Bălcescu

- Bulevardul Milcov
- Bulevardul Henri Coandă
- Bulevardul Siderurgiștilor
- Bulevardul Marea Unire
- Calea Prutului
- Bulevardul Galați
- Strada Basarabiei (Str. 6 Martie)
- Strada Prelungirea Brăilei
- Magistrala C.S.G.
- Bulevardul Traian Vuia

### Statui și busturi
- “Lupa Capitolina”
- Statuia lui Alexandru Ioan Cuza
- Statuia lui I.C. Brătianu
- Statuia lui Ion Luca Caragiale
- Statuia lui Nicolae Longinescu
- Statuia Sf. Francisc de Assisi

- Statuia lui Anghel Saligny
- Statuia Ostașului Necunoscut
- Statuia lui George Enescu
- Statuia lui Mihai Eminescu
- Statuia Sf. Anton de Padova
- Statuia lui Costache Negri

- Statuia lui Ivan Mazeppa
- Fata pe Valuri
- Statuia Docherului
- Bustul lui V.A. Urechia
- Bustul lui Spiridon Vrânceanu

- Bustul lui Ioan Cetățianul
- Bustul lui Tudor Vladimirescu
- Bustul lui Nae Leonard
- Bustul lui Alexandru Ioan Cuza
- Bustul lui Vasile Alecsandri